# Stefan Passing
Stefan Passing (* 30. Mai 1980) ist ein ehemaliger deutscher Basketballspieler.

## Werdegang
Passing spielte beim ATS Kulmbach 1861, dann in der zweiten Mannschaft von Basket Bayreuth. Während der Saison 1998/99 wurde er in das Bayreuther Bundesliga-Aufgebot befördert. Der 1,94 Meter große Flügelspieler kam auf einen Bundesliga-Einsatz (Ende September 1998 gegen Alba Berlin). Nach dem Bundesliga-Abstieg 1999 und der anschließenden Auflösung der Mannschaft Basket Bayreuth war Passing Spieler des Nachfolgevereins BBC Bayreuth, mit dem er 2000 in die 2. Basketball-Bundesliga aufstieg. Hernach zählte der Flügelspieler auch in der zweiten Liga zur Bayreuther Mannschaft.